# گاز گرفتن جانور
گاز گرفتن یکی از رفتارهای تدافعی جانوران است. در گاز گرفتن توسط دندان به قربانی آسیب رسانده می‌شود. البته گاز گرفتن یک روش آزار رساندن در انسان نیز است.

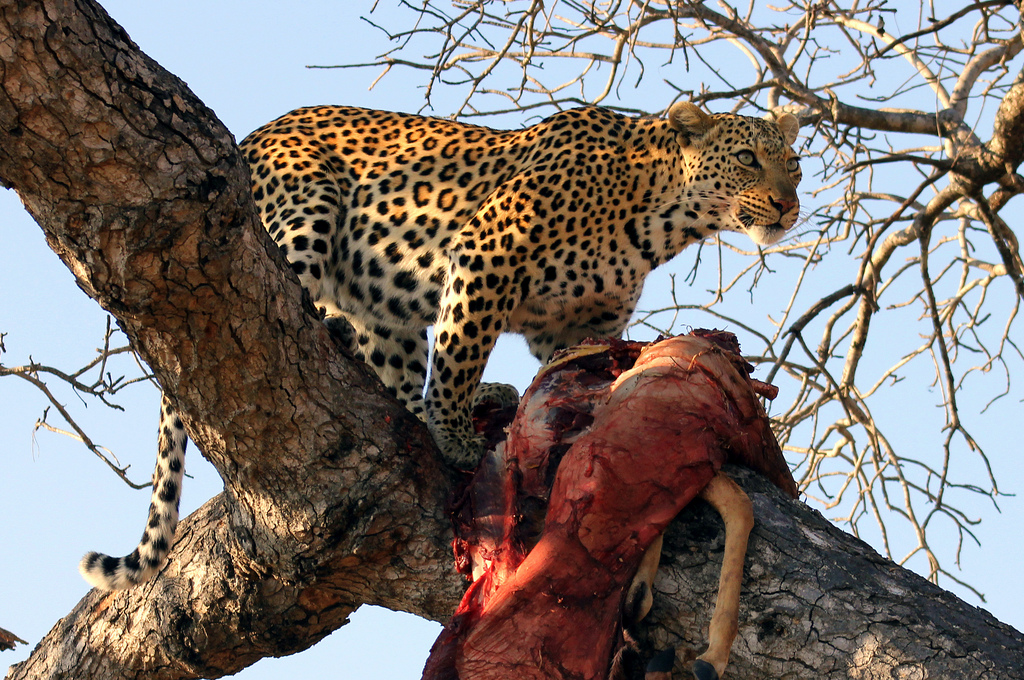
یک ایمپالا که توسط پلنگ با گاز گرفتن کشته و پوست کنده شده است